# Idrus
Idrus (n. 21 septembrie 1921 - d. 18 mai 1979) a fost un prozator, dramaturg și critic literar indonezian.
A fost exponent al grupării literare Angkatan '45 ("Generația '45").
Novator al prozei indoneziene sub influența celei americane interbelice, scrierile sale se remarcă prin simplitate modernă și dinamismul dialogului.
A tratat tema eliberării naționale și aceea a războiului prin prisma consecințelor acestuia asupra omului de rând.

## Scrieri
- 1948: Familia Surono ("Keluarga Surono")
- 1948: Ticăloșia își ia revanșa ("Kedjahatan membalas dendam")
- 1948: De la "Ave Maria" la alte drumuri spre Roma ("Dari Ave Maria ke djalan lain ke Roma")
- 1950: Aki
- 1961: Cu ochii deschiși ("Dengan mata terbuka").